# Metal Church
Metal Church (Металлическая церковь) — американская хеви-метал-группа. Первоначально группа была сформирована в Сан-Франциско, в 1980 году, но в следующем году она переместилась в Абердин, недолго просуществовав под названием Shrapnel. Во главе с гитаристом и автором песен Курдтом Вандерхуфом группа выпустила двенадцать студийных альбомов, и считается, что они оказали влияние на поджанр трэш-метала, объединив эстетику новой волны британского хеви-метала и американского хард-рока с «невероятно плотной гитарной работой» и «пронзительным, визжащим» вокалом. Они также считаются неотъемлемой частью сиэтлской хэви-метал-сцены 1980-х и достигли значительной популярности в то десятилетие, причем два из их первых трёх альбомов ввошли топ-100 чарта Billboard 200. Ранняя тематика группы, затрагивающая такие проблемы как войны и паранойя, позже переросла в философские и социальные комментарии.
В Metal Church на протяжении всей своей 41-летней карьеры менялись вокалисты, гитаристы, басисты и барабанщики, и Вандерхуф остается единственным постоянным участником группы, несмотря на то, что в 1986 году его роль сводилась строго к созданию песен из-за утомления от выступлений. «Классический» состав группы, Вандерхуф, вокалист Дэвид Уэйн, гитарист Крейг Уэллс, басист Дюк Эриксон и барабанщик Кирк Аррингтон, записал первые два студийных альбома группы, Metal Church (1984) и их главный прорыв — The Dark (1986). К концу 1980-х Вандехуф и Уэйн расстались с группой и были заменены вокалистом Майком Хоу и гитаристом Джоном Маршаллом. Популярность Metal Church продолжалась с их третьим альбомом Blessing in Disguise (1989), который породил одну из их самых известных песен группы «Badlands». После выпуска еще двух студийных альбомов с Хоу в 1996 году группа объявила о распаде.
Metal Church реформировались в 1998 году в виде большей части своего «классического» состава, включая возвращение Вандерхуфа к выступлениям, результатом которого стал альбом Masterpeace. После этого группа претерпела многочисленные изменения в составе, выпустив еще три студийных альбома с Ронни Манро на вокале, после чего снова распались в июле 2009 года. Группа воссоединилась во второй раз в октябре 2012 года и через год выпустила свой десятый студийный альбом Generation Nothing. После ухода Манро осенью 2014 года Metal Church в третий раз подумывали о роспуске, прежде чем Хоу был вновь принят на работу в апреле 2015 года в качестве вокалиста группы. Он успел записать с группой ещё два альбома, которые вновь стали популярны в середине-конце 2010-х годов, однако 26 июля 2021 года было сообщено о его смерти.

## История

### Формирование (1980—1984)
В 1980 году Курдт Вандерхуф сформировал группу в Сан-Франциско с разными музыкантами. Название Metal Church коллектив получил по прозвищу его квартиры, в которой он со своими друзьями «поклонялся» металу. В это же время произошло короткое прослушивание в Metal Church будущего барабанщика Metallica Ларса Ульриха. Инструментальное демо Red Skies с тремя песнями появилось в 1981 году при участии Вандерхуфа, гитариста Рика Кондрина, басиста Стива Хотта и барабанщика Аарона Зимпела.
Вандерхуф вернулся в свой родной город Абердин в 1981 году и основал новую группу Shrapnel с Крейгом Уэллсом, Дюком Эриксоном, барабанщиком Томом Вебером и вокалистом Майком Мёрфи. Мёрфи ушел до их следующего демо, которое было записано без вокала, и Вебер также ушел вскоре после этого. Приглашение Кирка Аррингтона и Дэвида Уэйна завершила классический состав группы. Они выпустили демо Four Hymns и потратили следующие годы на концерты и сбор материала, сменив название вновь на Metal Church в 1983 году. Песня «Death Wish» вошла в сборник Northwest Metalfest.

### Первые два альбома и коммерческий успех (1984—1988)
В 1984 году они выпустили одноименный дебютный альбом, в который вошли три песни из демо Four Hymns и кавер на песню Deep Purple «Highway Star». Альбом успел разойтись в количестве 72 000 экземпляров, прежде чем группа подписала контракт с Elektra Records. По словам Уэйна, Ульрих и его товарищ по Metallica Джеймс Хэтфилд убеждали Elektra подписать контракт с Metal Church до того, как это успел сделать другой лейбл.
К тому времени, когда Metal Church выпустили свой второй студийный альбом The Dark в 1986 году, они уже гастролировали с такой известной группой, как Metallica. The Dark имел коммерческий успех, чему способствовал тот факт, что первое музыкальное видео группы «Watch the Children Pray» часто транслировалось по MTV. В результате альбому удалось попасть в Billboard 200, и Metal Church поддержали альбом в мировом турне с октября 1986 по июль 1987 года, играя с такими группами, как King Diamond, Celtic Frost, Testament, Overkill, D.R.I., Trouble и с каждой группой из «большой четверки» трэш-метала (Metallica, Megadeth, Slayer и Anthrax).
Однако вскоре после выпуска альбома последовали изменения в составе: Вандерхуф прекратил выступать с группой в 1986 году, его на короткое время заменил Марк Бейкер и, затем, Джон Маршалл. Тем не менее, Вандерхуф продолжал работать с группой над написанием музыки, написав в соавторстве большую часть их последующего материала. Вскоре после этого ушел и Уэйн, его заменил бывший вокалист Heretic Майк Хоу. Уэйн объединился с оставшимися членами Heretic, чтобы сформировать собственную группу Reverend.

### Дальнейшие альбомы и первый распад (1989—1996)
Вместе с Хоу и Маршаллом Metal Church выпустили свой третий студийный альбом Blessing in Disguise в 1989 году. Критики положительно отозвались о нем, в том числе некоторые из них утверждали, что эта запись была самой сильной работой группы. Blessing in Disguise был даже более успешным, чем его предшественники, достигнув 75 места в Billboard 200 — это была самая высокая позиция Metal Church в чартах, пока её 27 лет спустя не превзошел XI. Успех альбома приписывается музыкальному видео на «Badlands», транслировавшемуся в программе MTV Headbangers Ball, а также его открывающему треку «Fake Healer», получившему внимание со стороны основных радиостанций, в первую очередь KNAC и Z Rock. Несмотря на масштабные гастроли в 1989 и 1990 годах (с такими группами, как Metallica, W.A.S.P., Accept, Annihilator, Saxon, Meliah Rage, Forced Entry и D.B.C.), они были уволены с лейбла Elektra.
Metal Church выпустили свой четвертый студийный альбом The Human Factor на Epic Records в 1991 году. Критики приветствовали переход группы на крупный лейбл и успешное сохранение жизнеспособности своего звука, при этом также выпустив пластинку с концептом за пределами жанр хэви-метал. Однако, в отличие от двух предыдущих альбомов, The Human Factor не попал в чарт Billboard 200.
Группа выпустила пятый студийный альбом Hanging in the Balance (1993) на Mercury Records. После почти безостановочных гастролей в поддержку этого альбома в течение примерно двух лет, Metal Church официально распалась в 1996 году, сославшись на проблемы с менеджментом и плохие продажи пластинок в качестве основных факторов распада.

### Возрождение классического состава иMasterpeace(1998—2001)
В 1998 году участники Metal Church приступили к составлению своего первого концертного альбома Live, в который вошли песни с их первых двух альбомов, исполненные в классическом составе. Во время создания Live Уэйн, Вандерхоф, Уэллс, Аррингтон и Эриксон решили реформировать группу и начали работу над новым студийным альбомом. Однако Уэллс был вынужден покинуть группу из-за семейных обязательств, и его заменил вернувшийся Маршалл. Концертный альбом Live in Japan (записанный во время японского тура группы в 1995 году) был выпущен в 1998 году только в Японии.
Получившийся в результате альбом Masterpeace был выпущен в 1999 году на лейбле Nuclear Blast. Критики положительно отреагировали на него, назвав его цельным произведением, с улучшенной энергетикой по сравнению с предыдущими релизами, несмотря на то, что в конечном итоге он не смог открыть новые горизонты звучания группы. Аррингтон и Эриксон не смогли поехать в тур после записи, поэтому группа привлекла участников сторонних проектов Вандерхуфа — басиста Брайана Лейка и барабанщика Джеффа Уэйда для живых выступлений в конце того же года.
Однако после выхода альбома альбома в группе начали возникать личные и творческие разногласия, в результате чего в 2001 году Уэйн ушёл из Metal Church и сформировав группу Wayne, выпустив дебютный альбом с любопытным названием Metal Church. Вандерхоф возражал против названия и обложки альбома; по словам Уэйна, цель названия альбома состояла в том, чтобы сообщить аудитории о его причастности к Metal Church. Эриксон и Маршалл также прекратили участие в Metal Church после ухода Уэйна.

### Приход Ронни Манро, смерть Уэйна и второй распад (2002—2009)
Сольная группа Вандерхуфа с его именем выпустила A Blur in Time в 2002 году, и после этого он начал работу над новым материалом для следующего альбома Metal Church. В 2003 году он и Аррингтон наняли вокалиста Ронни Манро, бывшего гитариста Malice Джея Рейнольдса и басиста Стива Унгера, чтобы сформировать новый состав Metal Church. В следующем году вышел седьмой студийный альбом The Weight of the World. Критики в основном отреагировали на запись вяло, признавая её достижения, отмечая при этом отсутствие последовательности и новаторства.
10 мая 2005 года Дэвид Уэйн скончался от осложнений, полученных в результате автомобильной аварии, произошедшей нескольколькими месяцами ранее. Ему было 47 лет.
В 2006 году Аррингтон покинул группу из-за диабета. Его заменил Джефф Плейт, который ранее работал с Savatage, Крисом Каффери и Trans-Siberian Orchestra. Позже в том же году группа выпустила свой восьмой студийный альбом A Light in the Dark, в который вошла перезапись «Watch the Children Pray» как дань уважения Уэйну. Вандерхуф сказал, что это было способом показать фанатам, что он не питает недоброжелательности по отношению к Уэйну, несмотря на спорную ситуацию, которая существовала между ними до его смерти.
Рейнольдс покинул группу в 2008 году и был заменен Риком Ван Зандтом. В 2008 году последовал девятый студийный альбом группы This Present Wasteland, который в целом был провозглашен как эффективный релиз, соответствующий их предыдущему материалу. После последующего тура группа взяла перерыв в выступлениях из-за проблем со спиной Вандерхуфа. Тем не менее, они продолжали студийную работу, а Манро и Вандерхуф также завершили сольный альбом первого.
После того, как здоровье Вандерхуфа улучшилось, они вернулись к исполнению и написанию нового материала. Однако 7 июля 2009 года группа неожиданно объявила о своем распаде после последнего выступления в Rocklahoma двумя днями позже, отменив многочисленные дальнейшие концерты. Главным фактором, повлиявшим на это решение, они назвали разочарование от музыкальной индустрии. Несколько бывших участников остались музыкально активными, в том числе Манро и Вандерхуф в Presto Ballet и Плейт в Machines of Grace.

### Второе воссоединение,Generation Nothing, смена вокалистов (2012—2015)
В октябре 2012 года группа объявила о возобновлении деятельности в составе Вандерхуфа, Манро, Унгера, Рейнольдса (которого вскоре заменит Ван Зандт) и Плейта. Их первые выступления состоялись в январе следующего года во время метал-круиза 70000 Tons of Metal. Во время одного из этих двух концертов группа полностью исполнила свой дебютный альбом Metal Church. Вскоре после этого Вандерхуф сказал Music Life Radio, что Metal Church работают над новым альбомом. В качестве поддержки своего десятого студийного альбома, летом 2013 года группа выступала на различных фестивалях. Альбом Generation Nothing вышел в октябре.
Манро покинул группу в сентябре 2014 года, чтобы «следовать другим интересам». Тем не менее группа объявила о своих планах продолжить работу. 30 апреля 2015 года Metal Church объявила на своей странице в Facebook, что бывший вокалист Майк Хоу вернулся в группу примерно через 20 лет после своего ухода.
По словам Хоу, Metal Church снова были на грани распада, прежде чем он согласился вернуться в группу. В мае 2016 года он объяснил Spotlight Report: «Курдт Вандерхуф поймал меня в августе 2014 года и предложил вернуться в группу. Он сказал, что Ронни [Манро] ушёл из группы, и он действительно не хотел продолжать Metal Church, если, возможно, я не подумаю о возвращении. Поэтому я ответил: „Ну, я не знаю. Я открыт для этого. Но давайте посмотрим, какую музыку мы можем придумать“. Итак, Курдт вернулся в студию и начал писать песни в духе Hanging In The Balance, на котором мы расстались двадцать лет назад, и он отправил их мне через Интернет. И я сказал: «Черт! Этот парень всё ещё может и вполне круто». Итак, он прислал мне еще одну партию записей, и эта партия была такой же хорошей, если не лучше, чем другая. Итак, начиная с этого, я ему сказал: „Ну, я не могу отказать этому. И давайте просто посмотрим, как пойдёт“. И мы начали писать тексты и собираться вместе, и это превратилось в то, что мы вернулись в Абердин в студию и стали делать новую пластинку Metal Church».

### XIи смена барабанщиков (2016—2017)
Metal Church выпустили свой одиннадцатый студийный альбом XI 25 марта 2016 года, и это был их первый альбом с Хоу на вокале после Hanging in the Balance 1993 года. Названный некоторыми рецензентами альбомом-возвращением, XI получил положительные отзывы критиков и стал первым альбомом Metal Church за 27 лет (после Blessing in Disguise), вошедшим в Billboard 200 — альбом достиг 57-й позиции, заняв самую высокую позицию группы в чартах за всю их карьеру. Во время тура в поддержку альбома гитаристу Рику Ван Зандту пришлось пройти срочную операцию на глазах, чтобы восстановить отслоившуюся сетчатку, и его временно заменили бывший гитарист Firewolfe Пол Клефф и гитарист Savatage Крис Каффери. Группа была сохэдлайнером турне West Coast North American с Armored Saint в июне 2016 года, и вместе с Amon Amarth, Suicidal Tendencies и Butcher Babies они поддерживали Megadeth в туре Dystopia в сентябре — октябре 2016 года.
Когда в октябре 2016 года Хоу спросили, намеревается ли он записать еще один альбом с Metal Church, тот заявил: «У нас есть все намерения сделать это, и в этом всё дело. Если вы не делаете новую музыку, то это значит, что мне пора уходить. В Metal Church… это всегда было похоже на группу с двухлетним циклом, но мы выпустили наш альбом в этом году в марте. Так что на самом деле нашему альбому всего шесть месяцев. Но у нас есть планы на эту осень вернуться к написанию и мы попытаемся выпустить что-нибудь в следующем году. […] Наш барабанщик Джефф, он также играет в Trans-Siberian Orchestra. Он уходит с ними в тур с конца с октября по декабрь. Так что мы могли бы воспользоваться этим временем, чтобы начать писать новый альбом».
28 апреля 2017 года Metal Church выпустили концертный альбом Classic Live, записанный во время тура 2016 года в поддержку XI. Это первый концертный альбом группы после Live in Japan 1998 года и их первый концертный альбом с Хоу на вокале.
21 марта 2017 года барабанщик Джефф Плейт объявил о своем уходе из Metal Church. В результате его ухода группа отказалась от турне по США с Alter Bridge и In Flames, которое должно было состояться в мае 2017 года. На замену Плейту пришёл бывший барабанщик W.A.S.P. Стет Хоуленд.

### Damned If You Do, следующий альбом, смерть Хоу (2017—настоящее время)
В интервью в мае 2017 года Вандерхуф заявил, что Metal Church приступили к написанию своего двенадцатого студийного альбома, который ориентировочно должен выйти в начале 2018 года.
1 октября 2018 года Metal Church представили аудио-отрывок песни из своего готовящегося студийного альбома. Альбом Damned If You Do был анонсирован вскоре после этого, и был выпущен 7 декабря 2018 года. В поддержку Damned If You Do Metal Church вместе с Доро выступили в качестве одного из хэдлайнеров в турне по Северной Америке в апреле – мае 2019 года и выступили на первом в истории Megacruise группы Megadeth в октябре того же года.
В июльском интервью 2019 года итальянскому изданию Metalforce Хоу сказал, что Metal Church, скорее всего, начнет писать новый материал в 2020 году. Вандерхуф заявил в интервью Metal Wani в апреле 2020 года, что Metal Church «вероятно, начнут создавать его позже летом». В заключение он сказал: «Мы сядем и подождем, пока выйдет новый альбом, а затем мы выйдем и начнём продвигать его в обычном режиме или поддержим его гастролями и выступлениями. Но мы будем ждать, пока не выйдет новый альбом».
Metal Church выпустили свой первый сборник From the Vault 10 апреля 2020 года. Он содержит четыре новых студийных трека, пять B-сайд треков с сессий Damned If You Do, три кавера на другие песни и две песни, записанных на их выступлении в Club Citta в Кавасаки, Япония. Группа заявила на своей странице в Facebook в июле 2021 года, что их тринадцатый студийный альбом выйдет в 2022 году.
26 июля 2021 года Metal Church объявила, что Хоу скончался тем утром в своем доме в Юрике, штат Калифорния, в возрасте 55 лет. Позже было объявлено, что музыкант повесился. В октябре 2021 года, после объявления о возвращении своей недолго прожившей группы начала 1990-х годов Hall Aflame, Вандерхуф заявил на своей странице в Facebook, что Metal Church продолжит работу с ещё не объявленной заменой Хоу.

## Состав
| Текущий состав - Марк Лопес — ведущий вокал (2023—настоящее время) - Курдт Вандерхуф — ритм-гитара (1980—1986, 1998—2009, 2012—настоящее время), соавторство песен (1986—1996) - Стив Унгер — бас-гитара, бэк-вокал (2003—2009, 2012—настоящее время) - Рик ван Зандт — соло-гитара (2008—2009, 2013—настоящее время) - Стет Хоуланд — ударные (2017—настоящее время) Концертные музыканты - Пол Клефф — соло-гитара (2016) - Крис Кэффери — соло-гитара (2016) - Ира Блэк — ритм-гитара (2005) - Бобби Феркович — бас-гитара (2019) | Бывшие участники - Уильям Маккей — ведущий вокал (1980) - Эд Булл — ведущий вокал (1980) - Рик Кондрин — соло-гитара (1980; умер в 2014) - Стив Хотт — бас-гитара (1980) - Рик Вагнер — ударные (1980) - Аарон Зимпел — ударные (1980; умер в 2019) - Карл Сакко — ударные (1980—1981) - Дюк Эриксон — бас-гитара (1981—1996, 1998—1999, 2000—2001) - Крэйг Уэллс — соло-гитара (1981—1996, 1998) - Майк Мёрфи — ведущий вокал (1981) - Том Уэбер — ударные (1981) - Кирк Аррингтон — ударные (1981—1996, 1998—1999, 2000—2006) - Дэвид Уэйн — ведущий вокал (1981—1988, 1998—2001; умер в 2005) - Марк Бейкер — ритм-гитара (1986) - Джон Маршалл — ритм-гитара (1986—1996), соло-гитара (1998—2001) - Майк Хоу — ведущий вокал (1988—1996, 2015—2021; умер в 2021) - Брайан Лейк — бас-гитара (1999) - Джефф Уэйд — ударные (1999) - Ронни Манро — ведущий вокал (2003—2009, 2012—2014) - Джей Рейнольдс — соло-гитара (2003—2008, 2012) - Джефф Плейт — ударные (2006—2009, 2012—2017) |

## Дискография
Студийные альбомы:
- 1984 — Metal Church
- 1986 — The Dark
- 1989 — Blessing in Disguise
- 1991 — The Human Factor
- 1993 — Hanging in the Balance
- 1999 — Masterpeace
- 2004 — The Weight of the World
- 2006 — A Light in the Dark
- 2008 — This Present Wasteland
- 2013 — Generation Nothing
- 2016 — XI
- 2018 — Damned If You Do
- 2023 — Congregation of Annihilation

Концертные альбомы:
- 1998 — Live
- 2017 — Classic Live

Сборники:
- 2020 — From the Vault

Демо:
- 1982 — Four Hymns
- 1982 — Hitman